# Château de Vaugrenier
Le château de Vaugrenier est situé sur la commune française de Villeneuve-Loubet dans le département des Alpes-Maritimes et la région Provence-Alpes-Côte d'Azur. 

## Situation
Le château est situé à Villeneuve-Loubet, dans le parc de Vaugrenier.

## Historique
Les terres de Vaugrenier ont appartenu à Anne de Lascaris. Son époux, René de Savoie serait à l'origine de la construction de ce château de style italien, en 1520.
Décédé en 1525 lors de la bataille de Pavie, il n'a pu terminer la construction, et le château est resté en l'état depuis lors.
(Etude Historique et Archéologique, GRAHAL, septembre 2011)
Une chapelle de style baroque a été construite en 1650 au 1er étage par Jacques du Laurens, propriétaire par suite d'héritage.
(Etude Historique et Archéologique, GRAHAL, septembre 2011)
Vers 1750, il fut acquis par la famille de l'actuelle propriétaire la comtesse Elisabeth de Vanssay.
À l'origine, le château et ses annexes constituaient un vaste domaine agricole, s'étendant sur 150 hectares, constitué de prairies, pâturages à vaches et à moutons, bois et étang, terres de cultures, plantations de mûriers… Ces terres, à l'exception de trois hectares et demi, furent expropriées par le Département en 1960 et 1963, pour constituer le Parc Départemental de Vaugrenier.
Le château, y compris le bâtiment agricole font l’objet d’un classement au titre des monuments historiques depuis le 30 janvier 1992.
Le château de Vaugrenier a reçu en mai 2005 le prix « Patrimoine historique » au concours de Vieilles maisons françaises.

## Description
Le château  de style italien possède à l'étage noble une imposante pièce centrale, typique des constructions palladiennes et une petite chapelle chargée de stucs. Dans tous les étages on trouve de magnifiques pièces voûtées.
Le château possède d'anciennes bergerie et grange qui ont été restaurées et qui servent maintenant de salle de réception.